# Kellnerův mlýn
Kellnerův mlýn (Jindrovský, Klášterský, Mnichovic) v Domažlicích je zaniklý vodní mlýn, který stál v centru města západně od náměstí Míru v místech parku u základní školy na zaniklém náhonu vedeném z řeky Zubřina. V letech 1958–1980 byl chráněn jako nemovitá kulturní památka České republiky.

## Historie
Mlýn je poprvé zmíněn počátkem 16. století, kdy byl jeho majitelem mlynář Jindra (zemřel 1520). Po roce 1609 se jeho držitelem stává erbovní měšťan domažlický Adam Voprcha z Uračova, primátor města Domažlic. Ten byl domažlickými měšťany označen za hlavního strůjce protihabsburského povstání ve městě a byl nucen uprchnout do Bavorska. Jeho konfiskovaný mlýn získal řád Augustiniánů, který jej v následujících staletích pronajímal mlynářům.
Od roku 1879 nájemce Matěj Tauer začal mlít na moderním amerikánském válcovém složení. Augustiniánský konvent prodal mlýn 4. listopadu 1902 Kellnerovým, kteří jej o rok později přestavěli na strojní truhlářskou dílnu. Po skončení války žádali jejich potomci o možnost zvýšit stavbu o jedno patro, což jim nebylo povoleno.
Dne 10. prosince 1979 vydal MNV Domažlice rozhodnutí, podle kterého byl bývalý mlýn do 30. prosince 1980 odstraněn z důvodu výstavby nové základní školy.

## Popis
Mlýnice a dům byly pod jednou střechou, ale dispozičně oddělené. Mlýn byl zděný, směrem do dvora patrový a k silnici přízemní. Voda na vodní kolo vedla náhonem. V roce 1930 truhlárnu pohánělo 1 kolo na svrchní vodu (průtok 0.127 m³/s, spád 3.87 m, výkon 4.2 HP).